# Boeung-Kak-See

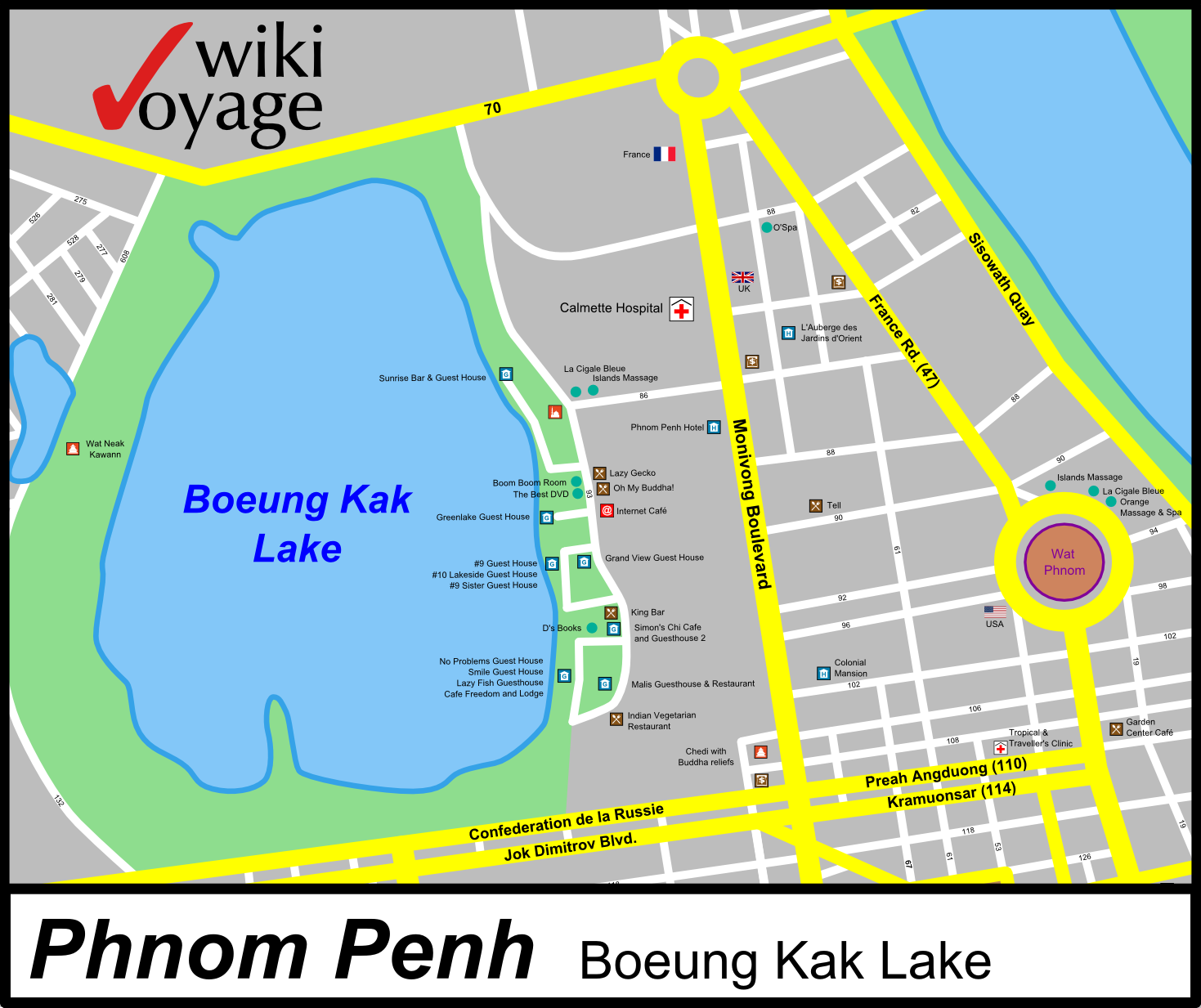
Phnom Penh – Lage des ehemaligen Boeung-Kak-Sees

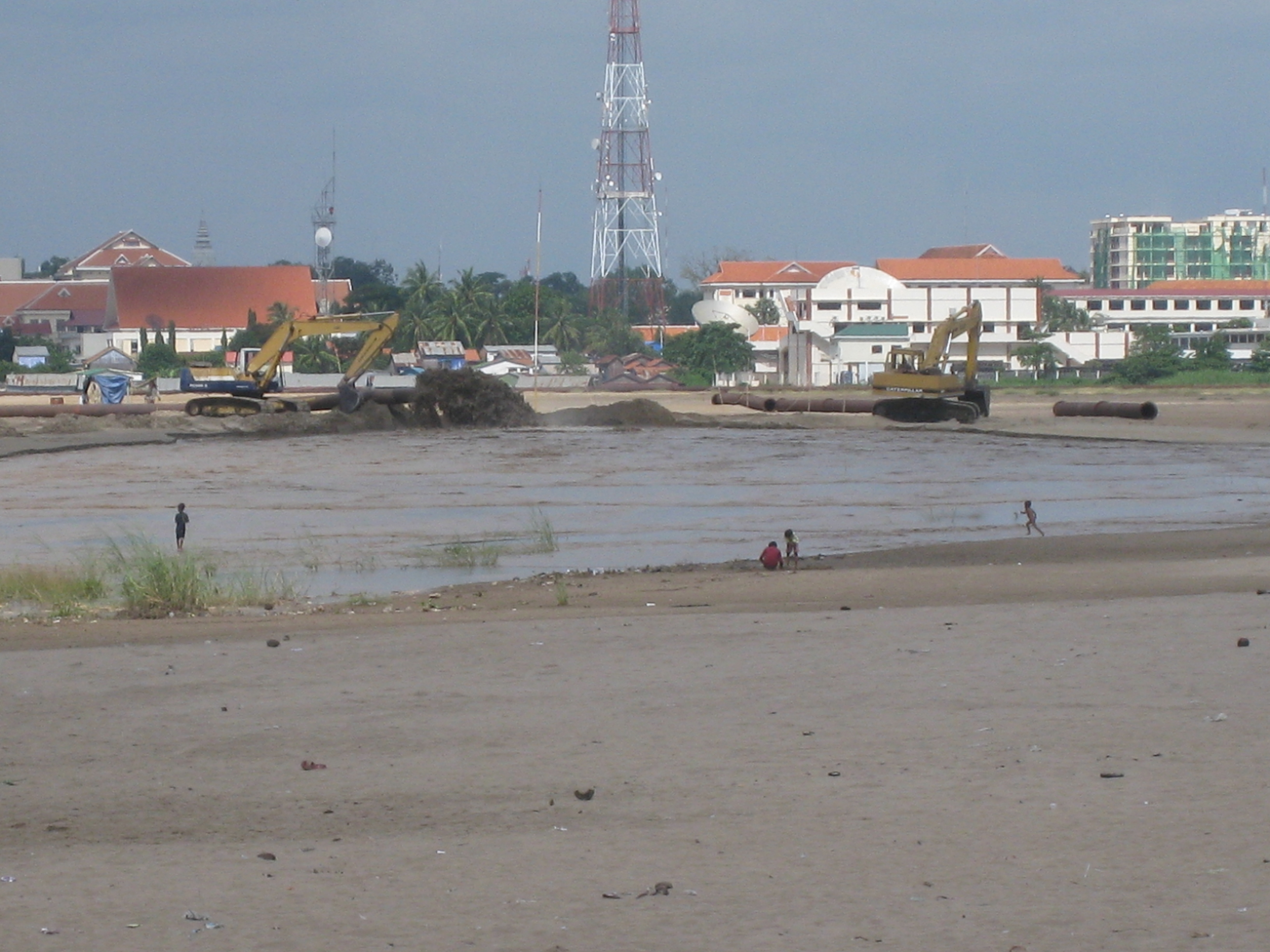
Landgewinnung am Boeung-Kak-See

Restaurant-Terrassen am Boeung-Kak-See

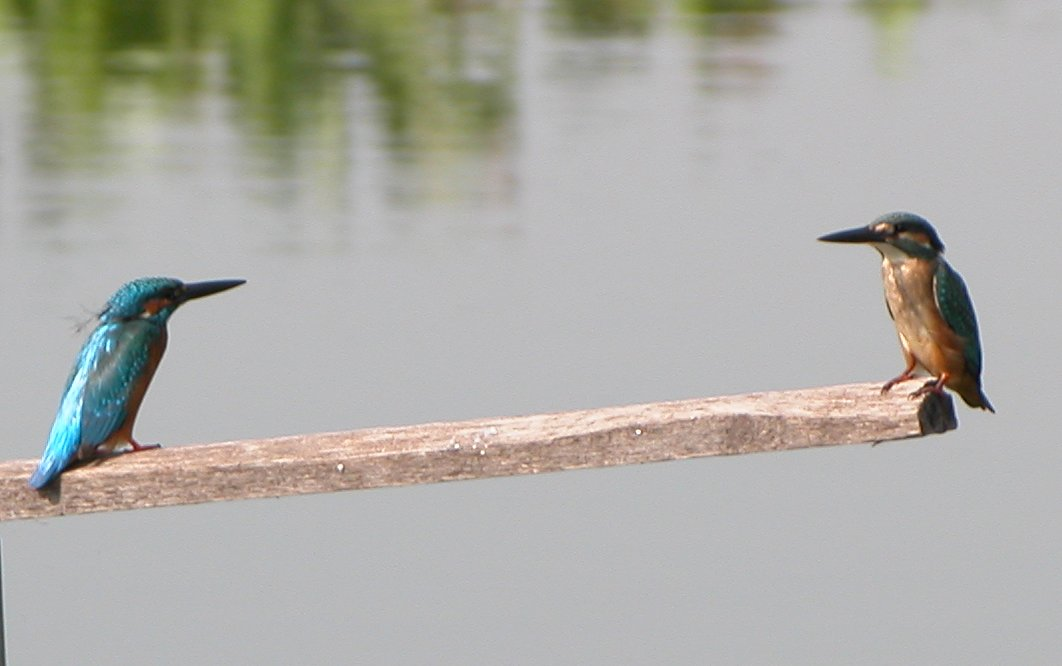
Eisvögel am Boeung-Kak-See

Der Boeung-Kak-See war bis 2011 ein See im nördlichen Teil von Phnom Penh, Kambodscha.

## Entwicklung
Beliebt bei Backpackern waren die vielen Guesthouses an der Lakeside, dem Ostufer des Sees. Stimmungsvolle Sonnenuntergänge und gutes, preiswertes Essen konnte man auf den für die Gäste in den See hineingebauten, stegeartigen Holzterrassen genießen.
Eine kleine Anzahl von Unterkünften ist auch heute noch verfügbar, das Flair vergangener Jahre ist jedoch vorbei.
2007 hatte die Regierung unter Ministerpräsident Hun Sen den See und das angrenzende Gebiet für 99 Jahre verpachtet. Die Investmentgesellschaft Shukaku will dort mit Hilfe chinesischer Investoren ein ganzes neues Stadtviertel bauen. Der Boeung-Kak-See wurde in den Jahren 2010 bis 2012 mit Sand aufgeschüttet, um Platz zu schaffen für neue, gewinnbringende Investitionen wie Luxuswohnungen und Bürohochhäuser.
2011 lebten noch rund 10.000 Menschen um den Boeung-Kak-See mitten in Kambodschas Hauptstadt Phnom Penh. Mehr als doppelt so viele Anwohner gab es dort noch im Jahr 2010, bevor die Zwangsumsiedlungen unter Androhung von Gewalt begannen. Als Reaktion auf gewaltsam niedergeschlagene Proteste intervenierte die Weltbank. Solange es kein zufriedenstellendes Abkommen zwischen Regierung und Anwohnern des Boeung-Kak-Sees gebe, würden die finanziellen Hilfen von jährlich bis zu 70 Millionen US-Dollar eingestellt.
Die Verurteilung von dreizehn Demonstranten im Mai 2012 in einem nur dreistündigen Prozess ohne Anwälte zu mehrjährigen Haftstrafen erregte internationale Kritik.
Noch im März 2015 lag der Großteil der Fläche des ehemaligen Sees brach, und ein schlüssiges Gesamtkonzept einer Bebauung war nicht erkennbar.
Im November 2015 war Start zweier Bauprojekte, 'The Centric' im Nordwesten und 'One Park' im Westen des ehemaligen Sees, beides Wohn- und Geschäftsgebäude. Für die Bebauung der restlichen Fläche ist die Shukaku Inc. mit dem ‚Phnom Penh City Center‘ Projekt zuständig, ein 'Sales-Center' wurde am südlichen Rand des Geländes errichtet.
Im Jahr 2019 war zirka ein Drittel der Fläche bebaut, unter anderem mit einem Einkaufszentrum und diversen Wohn- und Geschäftsgebäuden. 2015 begonnene Bauprojekte wurden fertiggestellt.
Aktuell (Stand 2023) sind andere Projekte hinzugekommen, zirka 50 Prozent der verfügbaren Fläche liegt jedoch brach.